# Pierre Bergounioux
Pour les articles homonymes, voir Bergounioux.
Pierre Bergounioux né en 1949 à Brive-la-Gaillarde en Corrèze est un enseignant, écrivain, auteur de récits et essayiste français. Il appartient à la génération de l'après-guerre, génération charnière, témoin des derniers moments d'un monde rural avant le développement des transports, le désenclavement des régions, l'ouverture et le basculement vers la modernité. Auteur prolifique, ses ouvrages d'essence autobiographique fouillent les détails de la vie quotidienne d'avant métamorphose et s'ouvrent sur la méditation philosophique, parfois sur des prises de position.

## Biographie

### Jeunesse et études
Pierre Bergounioux naît à Brive-la-Gaillarde, en France (département de la Corrèze). Après des études au lycée Georges-Cabanis, il entre en classes préparatoires littéraires (khâgne) au lycée Gay-Lussac de Limoges, puis à Bordeaux, avant d'intégrer l'École normale supérieure de Saint-Cloud. Il vit la révolution culturelle des années 1960 et Mai 68.
Il est reçu à l'agrégation de lettres modernes. En 1979, il soutient une thèse de doctorat sous la direction de Roland Barthes, intitulée « Flaubert et l'autre : communication littéraire et dialectique intersubjective ».

### Parcours professionnel
Après l'adoption de la loi Haby, il fait carrière dans des collèges du premier cycle de l'enseignement secondaire.
En 1984 est publié son premier roman, Catherine.
Entre 2007 et 2014, il dispense des cours à l'École nationale supérieure des beaux-arts de Paris sous l'intitulé « Histoire de la création littéraire »,. Il enseigne également à l'Institut d'études politiques de Paris.
Il pratique aussi les arts plastiques comme sculpteur ; prenant son matériau chez un ferrailleur corrézien, il intervient peu sur les objets de récupération qu'il soude et patine. Jean-Paul Michel, avec lequel il est ami depuis les années au lycée Georges-Cabanis, lui a consacré un livre, « La deuxième fois », Pierre Bergounioux sculpteur ; en 2013, Henry Colomer tourne un film intitulé Vies métalliques, témoignage de sa créativité plastique.
Bergounioux a également une passion pour l’entomologie — qu’il a évoquée dans Le Grand Sylvain —, et qu'il pratique lorsqu'il séjourne en Corrèze, ainsi qu'en témoigne le film de Geoffrey Lachassagne La Capture (2014).

## Œuvre
Yves Reboul, maître de conférences à l'université de Toulouse-Le Mirail, spécialiste de littérature moderne et rédacteur en chef de la revue Littératures souligne en 2009 que Pierre Bergounioux est devenu une figure majeure des lettres françaises avec des ouvrages qui se sont imposés ; certains mieux que d'autres tels La Toussaint, Miette ou La Mort de Brune.
Dans sa présentation, Yves Reboul précise que, si l'œuvre de Bergounioux est certes une sorte de témoignage sur la ruralité disparue, au contact de laquelle il a vécu dans l'enfance, elle ne peut être réduite à cela. Michel P. Schmitt ajoute qu'elle n'a « rien du passéisme de la littérature régionaliste qu'a produite la Corrèze. » L'œuvre tient souvent de l'essai philosophique. « La mémoire rurale, collective ou familiale certes passionne Bergounioux parce qu'il y retrouve ses origines mais aussi parce qu'elle lui ouvre le champ de la réflexion et est prétexte à la méditation sur la modernité » dans l'histoire des sociétés. Il est en cela plus proche des historiens de l'histoire sociale que de la tradition littéraire romanesque.
Bergounioux plus qu'un romancier est plutôt un philosophe qui écrit des romans. Sa littérature est conçue comme une forme de connaissance (théorisée dans La Cécité d’Homère et dans l'anthologie Bréviaire de littérature à l'usage des vivants). Il entend, après Edmund Husserl, éprouver le monde comme phénomène subjectif. Pour Mathilde Barraband « la vertu profondément réaliste des récits de  P. Bergounioux réside moins dans leur tentative pour imiter le réel, que dans leur effort pour le rendre connaissable, [...] il ne s’agit jamais simplement de se comprendre soi, pour son bénéfice personnel, mais de saisir à travers soi une vérité générale ».
« La Corrèze et le Limousin jouent dans l'œuvre un rôle réel et fantasmatique comme le comté de Jefferson (Mississippi) » aura compté dans l'œuvre de William Faulkner. Dans ses récits se mêlent, narration, pente réflexive et remémoration, mais les caractères du roman y font défaut. « La phrase est ample, parfois complexe, toujours pleine de sens ». Michel P. Schmitt, quant à lui, écrit que « Pierre Bergounioux fait surgir un bloc de mots, compact et fluide, rugueux et poli, ordonné et déraisonnable » et Jean-Pierre Richard que « jamais la pureté mallarméenne ne fut si bien comprise. »
L'œuvre — poursuit Yves Reboul — est diverse et abondante se développant dans des textes généralement courts et d'une très grande tenue. « La première partie de l'œuvre qui porte la mention roman a [au final] moins retenu l'attention que l'autre versant » des textes réflexifs ou spéculatifs qui parlent des liens entre l'art et la mort, de la situation historique de l'homme contemporain qui ne saurait récupérer le passé et se trouve voué au morcellement qui commande un travail de l’écriture, de l'emprise du lieu d’origine inlassablement interrogé, scruté, fouillé pour son propre compte, mais aussi au nom d'une communauté (qui n'apparaissait pas sur les cartes). Il y a également la définition de la position de l'écrivain, qu'éprouve l’érudit qui sait que « tout a déjà été dit », car la filiation passe par les ascendants et par les bibliothèques.
Les textes énoncent des hypothèses et des points de vue précis sur le moment historico-culturel qui est le sien et sur tel champ social connu de lui comme l'école et s’aventurent même dans l'enquête ethnographique (Les Forges de Syam). À quoi s’ajoute le goût de l’entretien.

## Prises de position
Dans un livre d'entretiens paru en octobre 2006, ironiquement intitulé École : mission accomplie, Bergounioux a mené une réflexion sur l'école. À la suite de Pierre Bourdieu dans  Les Héritiers et La Reproduction, il y fait l'amer constat de l'échec du collège unique, dont le fonctionnement non seulement ne réduit pas les inégalités, mais accentue chez les élèves les plus faibles l'humiliation et le pressentiment qu'ils ont de l'infériorité de leur condition sociale. « Au lieu des avantages escomptés, ils [les élèves] en ont retiré d’assez médiocres profits, et le sentiment d’indignité qui en est la modalité subjective. L’expérience est héréditaire. Quiconque passe en sixième, à 11 ans, sans être familiarisé avec les valeurs et les usages de l'école, est condamné à s'entendre notifier chaque jour, plusieurs fois par jour, son insuffisance, sa médiocrité. »

« La seule façon de ne pas faire violence aux enfants serait de les juger par rapport à eux-mêmes, d'évaluer la distance qu'ils ont parcourue entre l'état où nous les avons trouvés au sortir de l'univers familial et celui auquel ils se sont élevés sous l'effet de notre enseignement. Mais cela reviendrait à reconnaître publiquement l'injustice de notre société, à en tirer les conséquences, qui sont révolutionnaires, rien de moins, et jamais nous n'avons été aussi loin de le faire. »

En 2017, il est cosignataire d'un appel publié dans le blog de Mediapart intitulé « Faire gagner la gauche passe par le vote Mélenchon ».

## Publications

### Récits
- Catherine, Gallimard, 1984, 176 p. (présentation en ligne)[17]
- Ce pas et le suivant, Gallimard, 1985, 191 p. (présentation en ligne)
- La Bête faramineuse, Gallimard, 1986, 240 p. (présentation en ligne)
- La Maison rose, Gallimard, 1987, 165 p. (présentation en ligne)
- L'Arbre sur la rivière, Gallimard, 1988, 192 p.
- C'était nous, Gallimard, 1989, 149 p. (présentation en ligne)
- La Mue, Gallimard, 1991, 131 p.
- L'Orphelin, Gallimard, 1992, 196 p. (ISBN 2-07-072712-2, présentation en ligne) ; rééd. coll. « L'imaginaire », 2009
- Le Matin des origines, Verdier, 1992, 48 p. (ISBN 2-86432-133-5)
- Le Grand Sylvain, Verdier, 1993, 66 p. (ISBN 2-86432-176-9, présentation en ligne)[18]
- La Toussaint, Gallimard, 1994, 144 p. (présentation en ligne)[19]
- La Casse, Fata Morgana, 1994, 54 p.
- Points cardinaux, Fata Morgana, 1994
- Miette, Gallimard, 1995, 160 p. (présentation en ligne)[20] ; rééd. Folio, 1996 — prix France Culture
- La Mort de Brune, Gallimard, 1996, 144 p. (présentation en ligne)[21],[22],[23] ; rééd. Folio, 1997
- Le Bois du chapitre, éditions Théodore Balmoral, 1996, 60 p.
- Le Chevron, Verdier, 1996, 56 p. (présentation en ligne)
- Kpélié, Flohic éditeur, 1997, 89 p. (présentation en ligne)
- La Ligne, Verdier, 1997, 74 p. (présentation en ligne)[24]
- L'Empreinte, éditions François Janaud, 1997, 57 p. ; rééd. Fata Morgana, 2007 ; rééd., 2021[25].
- La Demeure des ombres, éditions Art & arts, 1997, 42 p. ; réimpression, 2017
- Le Premier Mot, Gallimard, 2001, 94 p. (présentation en ligne)[26],[27]
- Simples, magistraux et autres antidotes, Verdier, 2001, 73 p. (présentation en ligne)
- Un peu de bleu dans le paysage, Verdier, 2001, 104 p. (présentation en ligne)[28]
- Les Forges de Syam, éditions de l'Imprimeur, 2001 ; rééd. Verdier poche, 2007
- B-17 G, Flohic, 2001, 83 p. (présentation en ligne) ; rééd. éditions Argol, 2006 ; rééd. éditions Fata Morgana, 2023
- Back in the sixties, Verdier, 2003, 52 p. (présentation en ligne)
- Le Fleuve des âges  (dessins de Philippe Ségéral), Saint-Clément-de-Rivière, Fata Morgana, 2004 (ISBN 2-85194-639-0)
- La Fin du monde en avançant, Fata Morgana, 2006, 58 p. (présentation en ligne) ; rééd., 2011
- L'Invention du présent, Fata Morgana, 2006, 113 p. (présentation en ligne)[29]
- Couleurs, Fata Morgana, 2008, 36 p. (présentation en ligne)[30]
- Le Baiser de sorcière, Argol, 2010
- Trois années, Fata Morgana, 2011
- Trente mots, Fata Morgana, 2012, 152 p.
- Univers préférables  (dessins de Philippe Ségéral), Fata Morgana, 2012 (ISBN 978-2-85194-839-7)
- Un abrégé du monde, Fata Morgana, 2014, 41 p. (présentation en ligne)
- Signes extérieurs  (dessins de Philippe Cognée), Fata Morgana, 2015, 40 p. (ISBN 978-2-85194-945-5, présentation en ligne)
- Une chambre en Hollande, Verdier, 2009, 56 p. (ISBN 978-2-86432-568-0, présentation en ligne)[31],[32]
- Chasseur à la manque  (dessins de Philippe Ségéral), Gallimard, coll. « Le cabinet des lettrés », 2010, 46 p. (ISBN 978-2-07-012918-8, présentation en ligne)
- Hôtel du Brésil, Gallimard, coll. « Connaissance de l'inconscient », 2019, 68 p. (présentation en ligne)[33]
- François, Fario, coll. « Théodore Balmoral », 2019 (ISBN 979-10-91902-53-3)[34]
- Métamorphoses  (dessins de Philippe Comar), Fata Morgana, 2021, 40 p. (ISBN 978-2-37792-080-8)
- Russe, Fario, coll. « Théodore Balmoral », 2021, 48 p. (ISBN 979-10-91902-73-1)
- La Gorge  (ill. Vincent Bioulès), Fata Morgana, 2022, 48 p. (ISBN 978-2-37792-098-3)
- Les Oiseaux, Paris, Belopolie, coll. « Penser, décider, agir », 2022, 32 p. (ISBN 978-2491534028)[35]
- Steraspis speciosa/Voir l'abeille, le trèfle  (avec la photographe Anaïs Tondeur), Épousées par l'écorce, 2023, 42 p. (ISBN 978-2-9585-5281-7)
- Le Bois du Chapitre, Verdun, 14-18, Fario, coll. « Théodore Balmoral », 2023 (ISBN 979-10-91902-92-2)[36]
- Ne se perd ni ne meurt  (avec un herbier de Marinette Cueco), Saint-Benoît-du-Sault, Tarabuste, 2023

### Carnets de notes
- Carnet de notes. 1980-1990, Verdier (2006)
- Carnet de notes. 1991-2000, Verdier (2007)[37]
- Carnet de notes. 2001-2010, Verdier (2011)[38],[39]
- Carnet de notes. 2011-2015, Verdier (2016)[40]
- Carnet de notes. 2016-2020, Verdier (2021)

### Essais
- La Cécité d'Homère : cinq leçons de poétique rédigées pour être lues à la Villa Gillet durant l'automne 1994, éditions Circé, 1995, 115 p. (présentation en ligne)
- Haute Tension, éditions William Blake & Co. (1996)
- La Puissance du souvenir dans l'écriture : L'effet Zeigarnik, éditions Pleins Feux, 2000, 39 p. (présentation en ligne)
- Aimer la grammaire, Nathan, 2002, 63 p. (ISBN 978-2-09-121572-3, présentation en ligne)[41],[42]
- Jusqu'à Faulkner, Gallimard, 2002, 160 p. (présentation en ligne)[43]
- Agir, écrire, Fata Morgana, 2008, 99 p. (présentation en ligne)
- Bréviaire de littérature à l'usage des vivants, Bréal, 2004, 379 p. (présentation en ligne)
- École : mission accomplie, éditions les Prairies ordinaires, 2006, 202 p. (présentation en ligne)
- Années folles, Circa 1924 (2008)
- Deux querelles (Une cadette épineuse suivi de L'Humanité divisée), éditions Cécile Défaut (2009)
- Deux écrivains français, éditions Fario (2009)
- Lettre de réclamation à la régie du temps, lavis de Jean-Baptiste Sécheret, Circa 1924, 2012  (ISBN 978-2-915715-27-9)
- Géologies, Récit Galilée, 2013, 46 p. (présentation en ligne)[44]
- Le Style comme expérience, L’Olivier, 2013, 80 p. (présentation en ligne)[45],[46]
- Une passion française, William Blake and Co (2014)
- Exister par deux fois, Fayard, 2014, 300 p. (ISBN 978-2-2136-8227-3, présentation en ligne).
- Cousus ensemble, Galilée (2016)
- Esthétique du machinisme agricole, avec un texte de Pierre Michon, Le Cadran ligné (2016)[47]
- La Notice, William Blake and Co (2016)
- Raconter, William Blake and Co (2016)
- Rendre la parole - Les larrons de William Faulkner, Le Bord de l'eau (2017)
- En vitesse, avec les dessins de Philippe Hélénon, Fata Morgana (2018)
- Lundi, Galilée (2019)
- Faute d'égalité, Gallimard, coll. « Tracts », 2019, 32 p. (présentation en ligne)
- Enfantillages, L'Herne (2019)
- Globalisation, Gallimard, coll. « Tracts de crise », 2020, 8 p. (présentation en ligne)
- Une femme à l’œuvre, Le Rosier grimpant, coll. « Aiguillons », 2021, 28 p. (ISBN 9782954990651)

## Récompenses

### Prix littéraires
- 1986 : prix Alain-Fournier[54]
- 1995 : prix France Culture pour Miette
- 2002 : grand prix de littérature de la SGDL pour l’ensemble de l’œuvre ; prix Virgile
- 2009 : prix Roger-Caillois pour l'ensemble de son œuvre
- 2021 : prix de la langue française[55]

### Distinction
- 2010 : officier de l'ordre des Arts et des Lettres[56]

## Expositions (sélection)
- Musée Labenche, Brive-la-Gaillarde, 2014
- Église Saint-Pierre, Tulle, 2013
- Librairie-galerie Les extraits, Rueil-Malmaison, 2011
- Médiathèque municipale, Tulle[Quand ?]